# Senato (Antigua e Barbuda)
Il Senato (in inglese Senate) è la camera alta del Parlamento di Antigua e Barbuda; è affiancato dalla Camera dei rappresentanti, che costituisce la camera bassa, e dal sovrano del Regno Unito, che è il capo di Stato di Antigua e Barbuda.

## Funzioni
Entrambe le camere possono presentare proposte di legge, ad eccezione di quelle finanziarie; la presentazione di queste ultime è consentita solo nella Camera dei rappresentanti.

## Composizione
L'articolo 28 della Costituzione delinea la composizione del Senato, i cui membri sono nominati dal Governatore generale di Antigua e Barbuda:
- dieci senatori, più un senatore residente a Barbuda al momento della nomina, su consiglio del Primo ministro;
- quattro senatori su consiglio del leader dell'opposizione;
- un senatore a discrezione del Governatore generale stesso;
- un senatore su consiglio del Consiglio di Barbuda.

Inoltre, qualora un senatore si trovi fuori da Antigua e Barbuda, sia malato o sospeso nei casi previsti dall'articolo 31, comma 2 della Costituzione, il Governatore generale può nominare un senatore a titolo temporaneo.

## Elettorato
È eleggibile alla carica di senatore qualunque cittadino di Antigua e Barbuda che abbia raggiunto i ventuno anni di età, abbia vissuto ad Antigua e Barbuda da almeno dodici mesi prima della data della nomina, e parli fluentemente l'inglese. La carica è incompatibile con quella di membro della Camera dei rappresentanti.